# Roland Olsen
Axel Roland Holmquist Olsen (født 4. marts 1903 Frederiksberg, død 5. maj 1972 København) var kriminalassistent i Københavns politi og bedst kendt for efterforskningen af Hypnosemord-sagen i 1951.
Hypnosemordet var en sag, hvori den tidligere HIPO-mand (Hilfspolitzei, tysk hjælpepoliti i 1944-45) Palle Hardrup skød og dræbte to bankfunktionærer under et mislykket bankrøveri i København.
Hardrup blev idømt tidsubestemt psykopatforvaring, og hans påståede medskyldige, Bjørn Schouw Nielsen, blev idømt fængsel på livstid for de samme to mord.
Med udgangspunkt i bl.a. Olsens efterforskning besluttede Østre Landsret stadfæstet i Højesteret), at Schouw Nielsen havde hypnotiseret Hardrup til at begå forbrydelserne og dermed var ligestillet skyldig.

## Liv og Karriere
Roland Olsen blev født den 4. marts 1903 på Frederiksberg af Ole og Vilhelmine Olsen. Efter grundskolen blev den 15-årige Roland Olsen optaget på politiakademiet. Efter en kort periode i politiakademiet blev han overflyttet til den danske flåde, hvor han aftjente sin værnepligt fra 1919 til 1922 og siden var nogle år i handelsflåden. I 1927 blev han igen ansat i politiet og arbejdede sig hurtigt op fra gadebetjent til kriminalpolitiet. 
Under 2. verdenskrig og Danmarks besættelse arbejdede han til 1943 for afdeling AS (Afdelingen for Specielle anliggender) og var hemmeligt i kontakt med London og hjalp den spirende danske modstandsbevægelse, men blev i 1943 afsløret og undslap med nød og næppe til Sverige.
Derfra blev han kaldt til England, hvor han uddannedes som faldskærmsjæger og sabotør og blev senere rådgiver for SHEAF, der fik overkommandoen over de allierede styrker i Vesteuropa efter 2. verdenskrig. 
I 1945 vendte Olsen tilbage til Danmark som officer i de engelske styrker og SHAEF repræsentant i politiet. Han påbegyndte omgående en efterforskning af en række nazi-sympatisører og deres adfærd i Københavns politi under besættelsen. Hans ihærdighed gjorde ham ikke populær i alle kredse, og han spillede en markant rolle i flere af efterkrigstidens mest markante kriminalsager. 
Olsen er blevet hædret, bl.a. med Kong Christian X’s Erindringsmedalje og den britiske The King’s Medal for Courage in the Cause of Freedom. Roland Olsen stod også model til – og var med til at rejse penge til – statuen til minde om Vore Faldne i Churchillparken, til minde om de faldne medlemmer af den danske modstandsbevægelse.
Olsen arbejdede under den Kolde Krig for bl.a. PET, hvor han, bl.a. som følge af sin kontraspionage uddannelse i England, mentes at have været en central figur.
Roland Olsen døde i 1972, 69 år gammel.

## Spillefilm
Hypnosemord-sagen har inspireret til tv-serier mm og nu den engelsktalende spillefilm ”The Guardian Angel”, der havde biografpremiere i 2018. Hovedrollen som kriminalassistent Anders Olsen (baseret på Roland Olsen), spilles af Pilou Asbæk.

## Sportslig karriere
Roland Olsen var aktiv atletikudøver og medlem i Københavns IF.

### Danske mesterskaber
- Guld 1927 4 x 400 meter 3,36,0
- Bronze 1926 100 meter tiden er ukendt
- Guld 1926 4 x 400 meter 3,32,8
- Guld 1925 4 x 400 meter 3,30,8

### Personlige rekord
- 100 meter: 11,2 (1925)
- 200 meter: 23,5 (1925)
- 400 meter: 52,2 (1925)
- 1000 meter: 2,47,0 (1925)